# Стар Трек: Дискавъри
„Стар Трек: Дискавъри“ (на английски: Star Trek: Discovery) е американски научнофантастичен сериал.
Почти десетилетие преди събитията от оригиналната поредица Стар Трек и отделно от хронологията на съпътстващите го игрални филми, „Дискавъри“ проследява студената война Федерацията-Клингоните.
Мишел Йо играе ролята на Филипа Георгиу, командващ офицер на USS Шенжоу. Сонекуа Мартин-Грийн играе ролята на Майкъл Бърнъм, първият офицер от USS Шенжоу и по-късно USS Дискавъри. Новата поредица е обявена през ноември 2015 г., като Браян Фулър се присъединява към екипа. CBS му възлага да направи първият сериал, предистория на оригиналната поредица, която отбелязва юбилей от 50 години. След по-нататъшни разногласия със CBS и други ангажименти, Фулър напуска сериала през октомври 2016 г., и е заменен от Бърг и Харбъртс.
Премиерата на Стар Трек: Дискавъри се състои на 19 септември 2017 г. в ArcLight Hollywood, преди да дебютира по CBS и All Access на 24 септември. Останалата част от 15-те епизоди от първи сезон ще бъдат излъчвани ежеседмично на платформата All Access.